# Hierophis viridiflavus
La culebra verdiamarilla (Hierophis viridiflavus, anteriormente Coluber viridiflavus) es una especie de serpientes de la familia Colubridae autóctona de los países europeos del Mediterráneo, si bien se le puede encontrar en zonas de Suiza y Luxemburgo. En España se encuentra en los Pirineos, donde su distribución es continua salvo en Aragón. En dicho territorio es una especie rara, aunque antes se consideraba abundante en el balneario de Panticosa (Huesca), donde  se cree que fue introducida por los romanos.
Puebla bosques, zonas de matorral, plantaciones y áreas urbanas.

## Sinonimia
- Couleuvre verte et jaune Lacépède, 1789 (fide Duméril, et al. 1854)
- Coluber atro-virens Shaw, 1802: 449
- Zamenis viridi-flavus — Duméril, Bibron & Duméril, 1854: 686
- Zamenis atrovirens — Boulenger, 1887: 345
- Zamenis gemonensis var. atrovirens — Werner, 1903: 250
- Coluber gemonensis gyarosensis Mertens, 1968
- Coluber viridiflavus kratzeri Kramer, 1971
- Coluber viridiflavus antoniimanujeli Capolongo, 1984
- Coluber viridiflavus — Kahl et al., 1980: 232
- Coluber viridiflavus —Schätti & Wilson, 1986
- Hierophis viridiflavus — Schätti, 1988
- Hierophis gyarosensis — Schätti, 1988
- Coluber gyarosensis — Böhme, 1993
- Hierophis viridiflavus — Engelmann et al., 1993
- Haemorrhois viridiflavus — Welch
- Hierophis viridiflavus — Nagy et al., 2004
- Hierophis gyarosensis — Nagy et al., 2004
- Dolichophis gyarosensis — Nagy et al., 2004